# 3176 Paolicchi
3176 Paolicchi је астероид главног астероидног појаса. Приближан пречник астероида је 33,94 ,
а средња удаљеност астероида од Сунца износи 2,874 астрономских јединица (АЈ).
Инклинација (нагиб) орбите у односу на раван еклиптике је 18,097 степени, а орбитални период износи 1780,499 дана (4,874 године). Ексцентрицитет орбите астероида износи 0,029.
Апсолутна магнитуда астероида износи 10,90 а геометријски албедо 0,066.
Астероид је откривен 13. новембра 1980. године.